# Neadenocoris spinicornis
Neadenocoris spinicornis är en insektsart som beskrevs av Robert L. Usinger och Ryuichi Matsuda 1959. Neadenocoris spinicornis ingår i släktet Neadenocoris och familjen barkskinnbaggar. Inga underarter finns listade i Catalogue of Life.